# 昆仑喇叭
昆仑喇叭是马来西亚霹靂州怡保的一個郊區，也是一個華人新村，以當地的美食「香餅」及料粉而聞名。現時代表這地區的市議員是羅量信。

## 历史
“昆仑喇叭”（Gunung Rapat）名称源自附近附近紧密的山峦，同时也是山名。马来语中Gunung意为山，Rapat意为紧密。早期华人将此地称为“务边三条半碑埠”，因为此地位于务边路三英里半处。初期依据喇叭河分成三条碑、三条半碑、上港和下港、新笆、广西笆、四会笆及督禒槟榔8个区域。
早期居民多以农耕、割胶、采矿及畜牧业维生。1950年代英国殖民政府宣布马来亚进入紧急状态，颁布“毕礼斯计划”，将附近的华人居民迁入昆仑喇叭新村。
1974年2月3日晚上10时，因山丘上锡矿场沟尾崩堤导致务边路5.63公里处发生洪灾意外，淹没了车辆、鱼塘、荷花池、农作物和屋子，上万只鸡淹死及浮上水面，锰厂遭蹂躏，造成超过100万元的损失，有5名安老院内的长者因来不及逃走而不幸身亡。三宝洞和南天洞也在这矿灾中殃及，当时作为主干公路的怡隆大道（即1号公路）也因此而陷入瘫痪。此外大乘岩佛寺也被矿灾淹没，但一直没人去打理，直到2006年初被发现并进行挖掘工作，终于出土重见天日。

## 教育
昆仑喇叭华文小学是该地唯一的华文小学，1950年培才学校、新华小学和育民小学合并迁入新村现址，并改名昆仑喇叭华文小学。

## 交通
1号公路（即务边路或苏丹纳兹林沙路，Jalan Sultan Nazrin Shah）经过该地。苏丹阿兹兰沙国际机场也在附近。

## 旅游景点
昆仑喇叭附近有很多出名的山洞神庙，如三宝洞、南天洞、观音洞、极乐洞等。

## 外部連結
- 崑崙喇叭是現今怡保的主要地區之一 （页面存档备份，存于）
- 拉曼大學關於昆仑喇叭新村的社區報告

4°34′22.2″N 101°06′50.2″E / 4.572833°N 101.113944°E